# Hammersmith Bridge
L'Hammersmith Bridge est un pont sur la Tamise (Thames en anglais) situé dans l'ouest de Londres, juste au sud de la région de Hammersmith dans le district de Hammersmith et Fulham sur la rive nord du fleuve. Il permet à la circulation et aux piétons de passer à Barnes (dans le district de Richmond upon Thames) au sud du fleuve.

## Histoire
L'établissement d'un pont fut autorisée par une loi votée par le Parlement d'Angleterre en 1824 et la construction à proprement parler a commencé l'année suivante. C'était le premier pont suspendu de la Tamise et il a été conçu par Guillaume Tierney Clark.
Le pont avait une voie navigable de 209,91 m et ses pylônes en pierre, typiques des voûtes de l'ordre toscan, mesuraient 15 m au-dessus du niveau de la chaussée, par 6,70 m d'épaisseur. La chaussée était légèrement courbée en haut, 4,90 m au-dessus du niveau des crues, elle faisait 6,10 m de largeur avec deux trottoirs de 1,50 m, les chaînes étaient composées de barres de fer forgé. La construction du pont a coûté environ 80 000 £ de l'époque et un péage était établi.
Avant les années 1870, le pont n'était pas assez résistant pour soutenir le poids du lourd trafic et les propriétaires ont été alarmés en 1870 où 11 000 à 12 000 personnes se sont entassées pour observer les Régates Universitaires. En 1884, un pont provisoire a été mis en place, mais qui limitait la navigation fluviale, tandis qu'un pont de remplacement était construit.

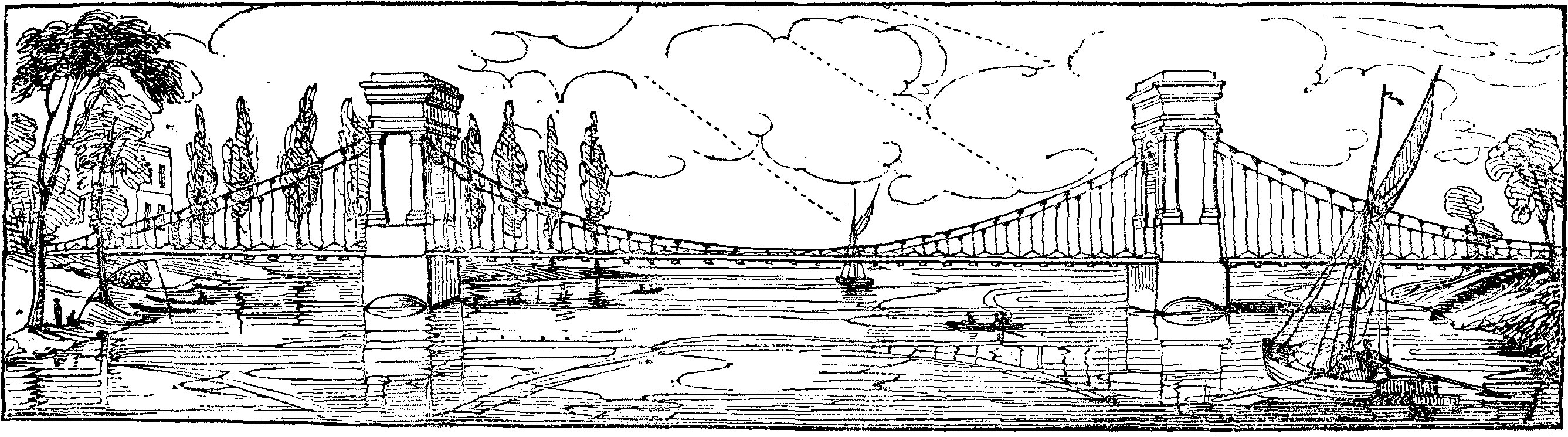
Gravure du premier Hammersmith Bridge, réalisée en 1827

Le pont suspendu actuel a été conçu par le célèbre ingénieur des travaux publics Joseph Bazalgette et repose sur les mêmes fondations construites pour la structure de Tierney Clark. Le nouveau pont a été construit par Dixon, Appleby et Thorne. Inauguré par le prince Albert de Galles le 11 juin 1887, il possède beaucoup de structures de soutien en fer forgé, mesure 210 m de longueur par 13 m de largeur et son coût a avoisiné les 82 117 £.
En 2020, la circulation sur le pont est totalement interdite en raison de problèmes de structures,.

## Descriptif

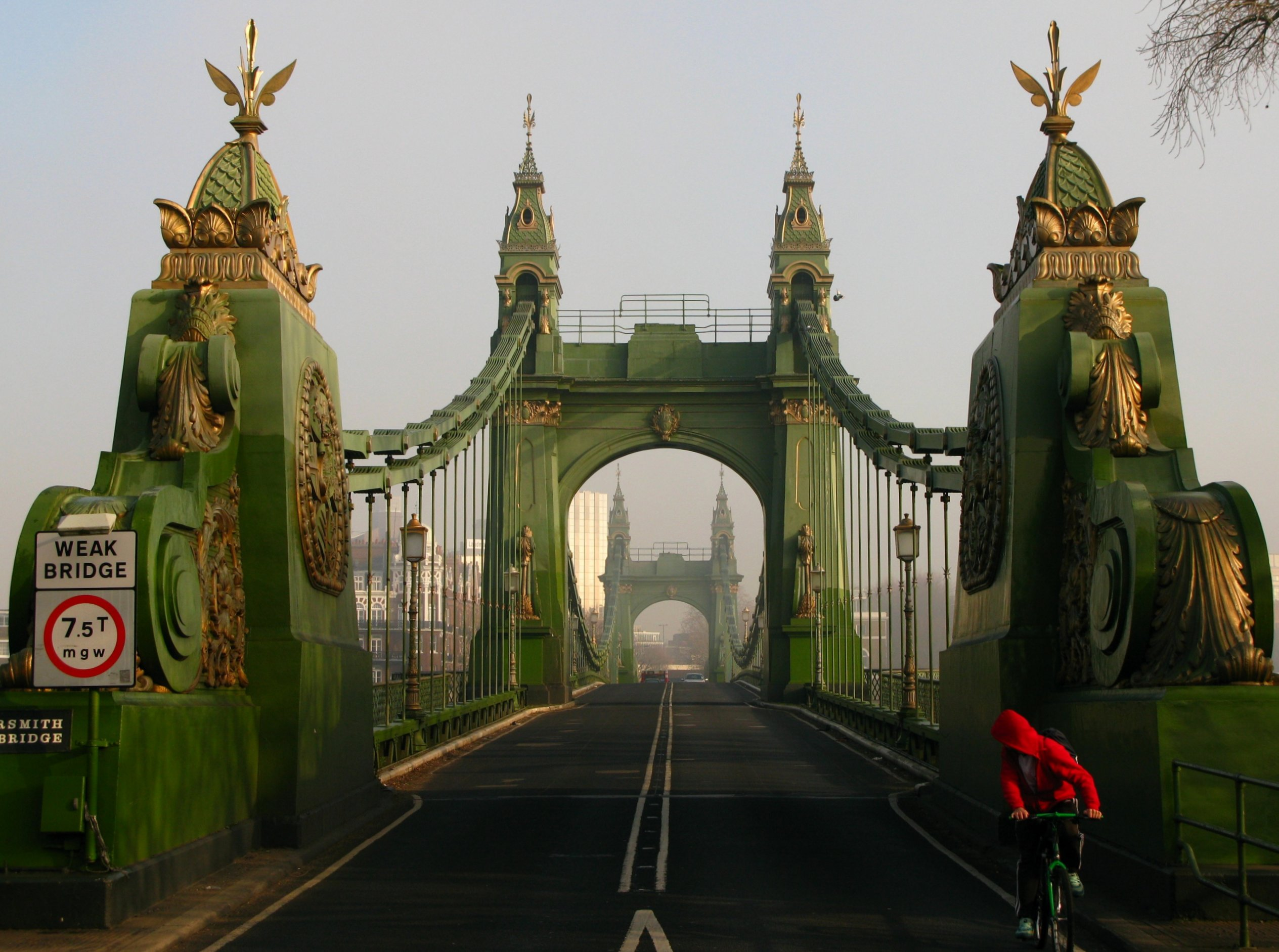
Entrée du Hammersmith Bridge

Le pont a longtemps eu des problèmes structurels et il a été fermé plusieurs fois pendant de longues périodes, en raison de l'importante circulation routière de Londres. Il n'avait pas été conçu pour supporter une telle circulation. Il a été remis à neuf en 1973.
En février 1997, le pont a été fermé à tout le trafic, sauf les bus, les bicyclettes, les motos, les véhicules de secours et les piétons, pour permettre une rénovation indispensable.
Le pont a rouvert en juillet 1998 à tous les usagers, avec une restriction de poids de 7,60 tonnes et des mesures prioritaires pour les bus. Le flux de bus local a été contrôlé par des feux de signalisation et les bus à impériale ne peuvent plus emprunter le pont. Le pont a reçu une nouvelle couche de peinture suivant la combinaison originale des couleurs de 1887 et un nouvel éclairage a été installé, à la suite de l'attentat à la bombe de l'IRA en 2000.

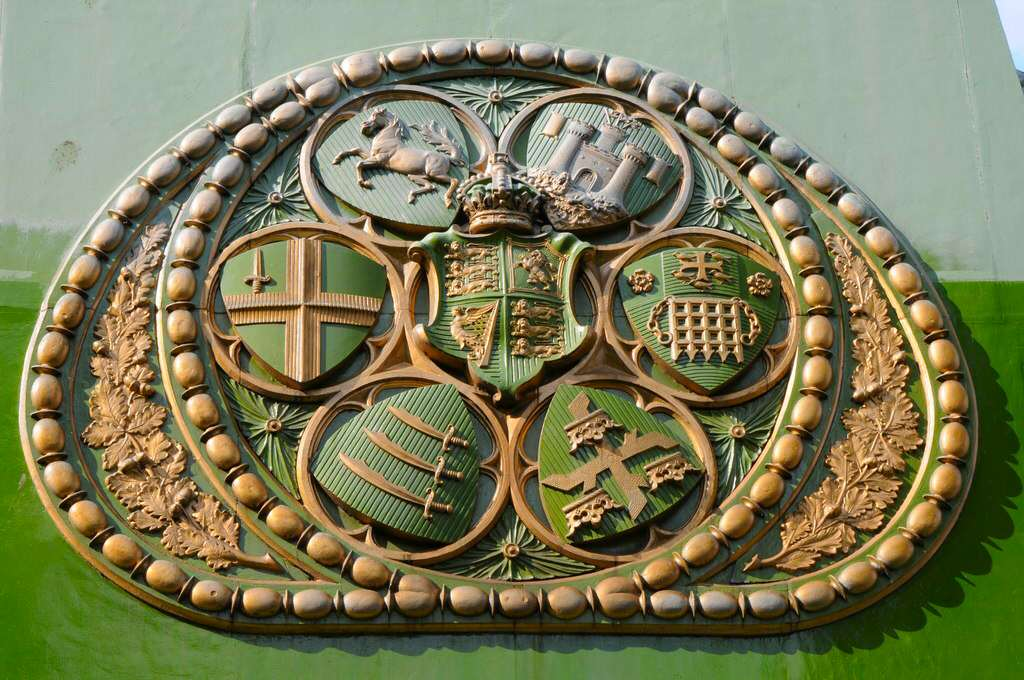
Motif héraldique sur Hammersmith Bridge

L'ouvrage a été déclaré au Grade II à la Liste Statutaire des Constructions d'Intérêt Architectural ou Historique Spécial anglaise en 2008.
Aux extrémités du pont, en Barnes et Hammersmith, on se trouve un motif composé d'un relief de sept blasons. Le blason au centre est les armoiries royales du Royaume-Uni actuelles, couronnées avec la couronne royale. Les autres écus sont (de la gauche, dans le sens des aiguilles d'un montre): les armoiries de la Cité de Londres; les armoiries du Kent; les armoiries de Guildford; les armoiries historiques de la Cité de Westminster; les armoiries de Colchester; et les armoiries du Middlesex (dans leur forme originale, sans la couronne saxonne, qui était ajoutée plus tard pour les distinguer des armoiries de l'Essex).

## Lieutenant Charles Campbell Wood
Le 27 décembre 1919, le Lieutenant sud-africain Charles Campbell Wood, aviateur dans la Royal Air Force, a plongé du sentier amont dans la Tamise pour venir au secours d'une femme qui se noyait. Bien qu'il ait sauvé cette personne, il est mort plus tard du tétanos en conséquence de ses blessures. Son acte de courage est commémoré par une plaque sur la rampe.

## Les attentats de l'IRA
À 4h30 du matin le jeudi 1er juin 2000, le pont a été endommagé par une bombe de l'IRA, quatre ans après un autre attentat manqué, mais après deux ans de fermeture pour des réparations, le pont a rouvert avec des nouvelles restrictions de poids.
Une première tentative de l'IRA avait eu lieu en 1939. Maurice Childs, un coiffeur de Chiswick qui rentrait chez lui à pied au petit matin, remarqua une valise d'où s'échappaient de la fumée et des étincelles. Il l'ouvrit et y trouva une bombe qu'il jeta dans le fleuve, l'explosion créant un jet d'eau de 18 m. Un peu plus tard, un deuxième dispositif explosa, causant des dégâts aux poutrelles ouest du pont et brisant des fenêtres dans les maisons voisines. Mr Childs reçu la distinction de excellentissime ordre de l’Empire britannique pour le courage dont il avait fait preuve.
Eddie Connell et William Browne furent condamnés à des peines de prison de respectivement 20 et 10 ans pour leur participation à cet attentat. Eddie Chapman, cambrioleur britannique et espion, a croisé, durant sa formation à l'Abwehr, le dénommé Herbert Vosch, spécialiste en explosifs du service secret allemand, qui lui a dit avoir placé ces explosifs, et avoir organisé d'autres attentats, en soutien de l'IRA, mais faisant cavalier seul. Chapman écrit qu'il avait la conviction que les condamnés n'étaient pas aussi coupables qu'on a voulu le faire croire.

## Sources et références
- (en) Cet article est partiellement ou en totalité issu de l’article de Wikipédia en anglais intitulé « Hammersmith Bridge » (voir la liste des auteurs).

1. ↑  Jessica Ibelaïdene, « En Grande-Bretagne, l'épineuse question de la rénovation des ponts », sur batiactu.com, 23 novembre 2020.
2. ↑  « En piteux état, les ponts de Londres inquiètent », sur courrierinternational.com, 10 septembre 2020.
3. ↑  Frank Owen, L'histoire d'Eddy Chapman, 1954, Robert Laffont